# ジョージ・スコット (ボクサー)
ジョージ・スコット（George Scott、1966年12月20日 - ）は、リベリア共和国のモンロビア出身でスウェーデン国籍のプロボクサー。1988年ソウルオリンピックボクシングライト級銀メダリスト。2001年にボクサーを引退した後にはK-1にも参戦した。

## 来歴

### アマチュアボクシング
- 1988年ソウルオリンピックボクシングライト級に出場し、銀メダルを獲得した。

### プロボクシング
- 1991年7月29日、プロデビュー。
- 1994年8月27日、ジェイク・ロドリゲスの持つIBF世界ジュニアウェルター級王座に挑戦し、9RTKO負け。
- 1998年2月28日、スティーブ・ジョンストンの持つWBC世界ライト級王座に挑戦し、12R判定負け。
- 2001年引退。

### K-1
- 2005年5月21日、K-1ストックホルム大会に出場しゾルタン・サロシーに3R判定負け。

## 戦績
- プロボクシング:46戦41勝(17KO)5敗
- プロキックボクシング:1戦1敗

| 勝敗 | 対戦相手           | 試合結果       | 大会名                                       | 開催年月日    |
| ×    | ゾルタン・サロシー | 3R終了 判定0-3 | K-1 Scandinavia Grand Prix 2005 in Stockholm | 2005年5月21日 |

## 獲得タイトル

### アマチュアボクシング
- 1988年ソウルオリンピックボクシングライト級 銀メダル

### プロボクシング
- WBCアメリカ大陸スーパーライト級王座
- WBU世界ライト級王座